# Urutaí
| \| Urutaí \|             |
| Lage von Urutaí in Goiás |
| Urutaí                   |

| Urutaí |

Urutaí, amtlich portugiesisch Município de Urutaí, ist eine kleine brasilianische politische Gemeinde im Bundesstaat Goiás. Sie liegt südsüdwestlich der brasilianischen Hauptstadt Brasília und südöstlich von Goiânia, der Hauptstadt des Bundesstaates.

## Geographische Lage
Urutaí grenzt
- im Norden an Orizona
- vom Nordosten bis Südwesten an Ipameri
- im Nordwesten an Pires do Rio mit dem Grenzfluss Corumbá

Die Entfernung zur Hauptstadt Goiânia beträgt 163 km über die Fernstraße GO-020 (BR-352) via Pires do Rio, Cristianópolis und Bela Vista de Goiás.
Sie wurde von 1989 bis 2017 den geostatistischen Regionen Mikroregion Pires do Rio in der Mesoregion Süd-Goiás zugeteilt.

## Geschichte
Der Ort erhielt am 15. Dezember 1947 Stadtrechte. Zuvor gehörte er zum Munizip Ipameri und war dort ein Distrikt. Die amtliche Schreibung des Namens lautete bis 1948 Urutahí.